# Exhumation (indonesische Band)
Exhumation ist eine indonesische Death-Metal-Band.

## Geschichte
Gegründet wurde die Band 2008 in Yogyakarta. Das Debütalbum Hymn to Your God wurde 2012 zuerst im Selbstverlag veröffentlicht, bevor später Wiederveröffentlichungen über Musiklabels erfolgten. Zwei Jahre später erschien das Zweitwerk Opus Death, das genau wie das dritte Album Eleventh Formulae u. a. von Pulverised Records veröffentlicht wurde. Diese ersten drei Alben der Band erschienen dabei nicht nur bei unterschiedlichen Labels, sondern auch in unterschiedlichen Formaten – neben CD auch als Kassette und LP.

## Stil
Die Band spielt Death Metal, agiere dabei aber „entschieden songorientierter, als es die im Infotext erwähnten Anspielungen auf Vader, Hate, Behemoth oder Morbid Angel vermuten“ ließen, hieß es in einer Rezension von Darkscene.at. Der Stil auf dem dritten Album wurde von Metal.de als „Old School Death Metal“ bezeichnet.

## Diskografie
- 2012: Hymn to Your God
- 2014: Opus Death
- 2020: Eleventh Formulae